# Потроник
Потроник (молдовський скорочений варіант польсько-українського grosz potrójny) — молдовське позначення звичного в місцевих скарбах польського 3-грошовика (1587 — 2,4 г срібла 850-ї проби; 1616 — 1,88 г срібла), вживане на Буковині в 1590—1760-х рр. при описові звичаєвих податків. Після спроб імітації цієї монети в Молдавії (П. Штефана Резвана та Єремії Могили 1595—1600-х рр.) П. став лічильним поняттям (щодо талера та золотого дуката), отримавши певний фіксований курс. 1 П. = 6 аспрів (1640—1730-ті рр.), 13 П. = 1 талеру (1605), а 20 П. = 1 дукату (1650—1730). Паралельно у Валахії з’являлася назва «костанда» (від лат. constans (родовий відмінок constantis) — «постійний»).
Пітак (від українсько-рос. "п'ять, п'ятак") – молдовсько-буковинська назва російських "п'ятикопійочників" та турецьких "бешліків" (п'ятаків) протягом 1730–1850-х рр. Згодом пітакам відповідали за курсом австрійські конвенційні 6- та 7-крейцеровики 1753 – 1802-х рр., які й отримали ці найменування.